# Knooppunt Leenderheide
Het Knooppunt Leenderheide is een Nederlands verkeersknooppunt in de Randweg Eindhoven voor de aansluiting van de autosnelweg A2 en de autoweg N2 met de A67 en de Leenderweg en ligt ten zuiden van Eindhoven. Het knooppunt is genoemd naar het aangrenzende natuurgebied, de Leenderheide, dat onderdeel is van het Leenderbos, Groote Heide & De Plateaux.
Het knooppunt is in 1963 aangelegd als verkeersplein met daarboven een doorgaande weg, de A67. De A2 naar Weert en Maastricht, die het traject van de oude weg Eindhoven-Leende volgt, sloot aan op het verkeersplein. In 1995 werd een bypass aangelegd waarmee rechtsafslaand verkeer van west naar zuid het plein kon vermijden.
Na een grondige reconstructie in het kader van de verbreding van de Randweg Eindhoven, werd in januari 2010 een fly-over geopend waarmee doorgaand verkeer op de A2 in beide richtingen de rotonde kan vermijden. Hiermee zijn de laatste verkeerslichten van Rijksweg 2 tot Maastricht verdwenen en eveneens de dagelijkse files van dit knooppunt opgelost. In de nieuwe situatie kiest het verkeer tussen lokale N2 of doorgaande A2 ten zuiden en ten oosten van knooppunt Leenderheide. Het verkeersplein is in stand gehouden voor lokaal verkeer; doorgaand verkeer maakt gebruik van de fly-over (west-zuid) of het bestaande viaduct (west-oost). Verkeer dat van zuid naar oost (en vice versa) wil, moet nog wel kort de snelweg verlaten.

## Richtingen knooppunt
| Aansluitende wegen                                                                                               | Aansluitende wegen                    | Aansluitende wegen                               | Aansluitende wegen | Aansluitende wegen |
| --- | ------------------------------------- | ------------------------------------------------ | ------------------ | ------------------ |
| |                                       | Leenderweg richting Eindhoven Centrum / Tongelre |                    |                    |
| |                                       |                                                  |                    |                    |
| Randweg Eindhoven richting 's-Hertogenbosch / Utrecht / Amsterdam richting Eersel / Turnhout (B) / Antwerpen (B) | richting Asten / Venlo / Duisburg (D) |                                                  |                    |                    |
| |                                       |                                                  |                    |                    |
| |                                       | richting Weert / Geleen / Maastricht             |                    |                    |